# Бертоле, Эмилия
Эмилия Бертоле (исп. Emilia Bertolé, 21 июня 1896, Росарио, Санта-Фе — 1949, Росарио, Санта-Фе) — аргентинская поэтесса и художница.

## Биография
Бертоле родилась в Росарио 21 июня 1896 года. Училась у итальянского педагога Матео Казеллы в Институте изящных искусств Доменико Морелли. Впоследствии продолжила рисовать и в 1912 году участвовала в выставке совместно с Эрминио Блоттой, Альфредо Гвидо, Мануэлем Мусто, Сезаром Каджано, Густаво Коше.
В 1920-х годах Бертоле переехала в Буэнос-Айрес.
В 1927 году она стала первой женщиной, чьи картины были выставлены в Майском салоне музея Санта-Фе «Роза Галистео Родригес». Её картину «Ясность», изображавшую задумчивую женщину, приобрёл музей.

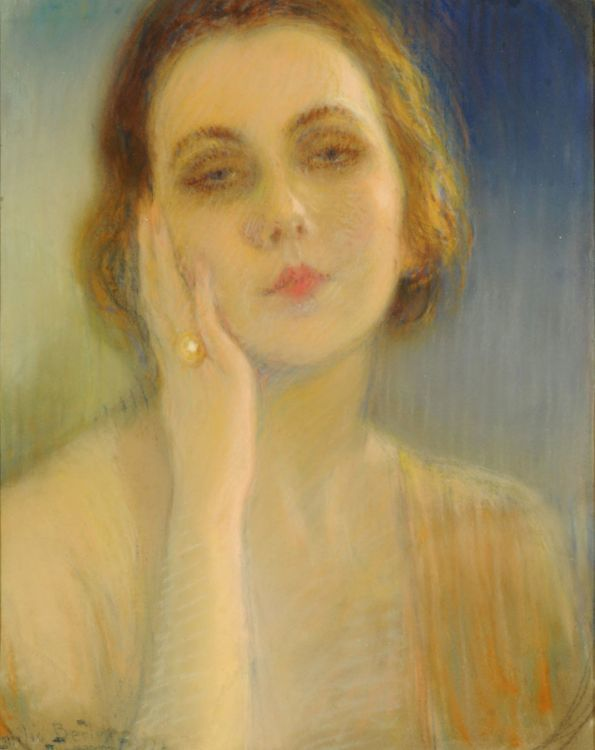
Автопортрет Э. Бертоле

В 1929 году Бертоле создала три портрета президента Аргентины Иполито Иригойена.
Уругвайский писатель Орасио Кирога возглавил группу «Анаконда», и Бертоле стала её членом вместе с Аной Вайс де Росси, Ампаро де Хикен, Рикардо Хикеном, Бертой Сингерман и Альфонсиной Сторни.
В 1927 году вышел её единственный сборник стихов «Теневое зеркало». Она подготовила ещё одну книгу, но при её жизни она не была издана.
В качестве художницы иллюстрировала обложки журналов El Hogar y Sintonía.
Эмилия Бертоле умерла в своём родном городе, Росарио, в 1949 году.

## Память
В 2006 году были опубликованы поэтические и живописные произведения Бертоле, в число которых вошли ранее не публиковавшиеся стихи, портретная галерея и переиздание «Теневого зеркала». Книга была представлена Норой Аваро и включала обсуждение скульптурных работ Бертоле Рафаэлем Сендером. Оксфордская энциклопедия женщин в мировой истории отмечает её вклад в историю. В честь Эмилии назван Муниципальный центр Юго-Западного округа Эмилия Бертоле.